# Urou-et-Crennes
Urou-et-Crennes est une ancienne commune française, située dans le département de l'Orne en région Normandie, peuplée de 737 habitants, devenue le 1er janvier 2017 une commune déléguée au sein de la commune nouvelle de Gouffern en Auge.

## Géographie
La commune est en plaine d'Argentan, aux portes du pays d'Auge ornais. Urou et Crennes sont, en réalité, deux îlots urbains nettement éclatés. Urou est situé le long de l'ancienne route royale menant à Paris, dans un espace relativement plat et proche de la ville d'Argentan. Crennes, à l'inverse, s'étend sur les contreforts de la forêt de Bonménil, et donc en hauteur par rapport à Argentan. Ils sont situés l'un et l'autre à l'est de la ville, de part et d'autre de la route départementale 926, ancienne RN 26 et RN 24bis. Le bourg d'Urou est à 4 km du centre-ville argentanais.
| Sévigny           | Silly-en-Gouffern | Silly-en-Gouffern |
| Sévigny, Argentan | Urou-et-Crennes   | Silly-en-Gouffern |
| Argentan          | Sai               | Sai               |

## Toponymie
Urou est dérivé de Ure, rivière bordant le bourg, et du suffixe gaulois -avo évoquant la présence. 
René Lepelley présente deux pistes pour l'origine de Crennes : le gaulois crenn, « arbre », ou le bas latin crena, « entaille », ce dernier se référant à un relief accidenté. Crena, dans le vocabulaire géographique de la France, désigne souvent « une échancrure, une brèche faite de main d'homme ».
Le gentilé est Urocrennois.

## Histoire
Les deux bourgs existent depuis fort longtemps, visiblement depuis le Moyen Âge.
La commune naissante d'Urou a absorbé la paroisse de Crennes entre 1790 et 1794. Urou est doté de sa propre église et sa mairie. Le bourg est articulé autour des haras qui le bordent. Il peut être considéré comme l'une des banlieues d'Argentan. Son activité a toujours été à dominante agricole, mais aussi d'élevage hippique. Le bourg s'est développé de par sa proximité d'Argentan, ainsi que de la route nationale. Entre le 15 et 19 août 1944, le bourg sera pris et repris sans cesse (pas moins de huit fois selon certaines mémoires locales). Les combats seront furieux entre les Américains (selon toute vraisemblance des soldats de la 80e division d'infanterie américaine) et des blindés allemands (9e, 2e et 116e Panzerdivision du groupe d'armée blindée Eberbach) qui se tapissent le jour sous les vergers longeant la route et contre-attaquent à la nuit tombée.
Crennes semble à l'origine de taille plus modeste. Une vierge incrustée dans la façade d'un bâtiment laisse supposer que le bourg est d'origine bien ancienne. Le bourg était autrefois plus spécialisé dans les travaux du bois et de coupe des ligneux que les activités agricoles et même d'élevage, même si ces dernières subsistent seules aujourd'hui. La ville est juchée sur les versants sud des monts qui bordent Argentan. En 1944, une part importante de l'armée allemande en déroute se cacha dans la forêt bordant Crennes. Ce massif boisé fut longtemps interdit tant il avait été truffé de mines.

## Politique et administration
| Période                                  | Période               | Identité                 | Étiquette | Qualité                    |
| ---------------------------------------- | --------------------- | ------------------------ | --------- | -------------------------- |
| Les données manquantes sont à compléter. |                       |                          |           |                            |
| ?                                        | décembre 1936 (décès) | Joseph Chollet           |           |                            |
| Les données manquantes sont à compléter. |                       |                          |           |                            |
| 1942                                     | juin 1982 (décès)     | Adrien Besnouin          |           |                            |
| juillet 1982                             | après 1989            | André Besnouin           |           |                            |
| Les données manquantes sont à compléter. |                       |                          |           |                            |
| mars 1992                                | mars 2008             | Josiane Guillain-Porchet | SE        | Clerc de notaire retraitée |
| mars 2008                                | décembre 2016         | Laurent Renaudin         | SE        | Acheteur                   |

Le conseil municipal était composé de quinze membres dont le maire et deux adjoints.

## Démographie
L'évolution du nombre d'habitants est connue à travers les recensements de la population effectués dans la commune depuis 1793. À partir du 1er janvier 2009, les populations légales des communes sont publiées annuellement dans le cadre d'un recensement qui repose désormais sur une collecte d'information annuelle, concernant successivement tous les territoires communaux au cours d'une période de cinq ans. 
Pour les communes de moins de 10 000 habitants, une enquête de recensement portant sur toute la population est réalisée tous les cinq ans, les populations légales des années intermédiaires étant quant à elles estimées par interpolation ou extrapolation. Pour la commune, le premier recensement exhaustif entrant dans le cadre du nouveau dispositif a été réalisé en 2004,.
En 2021, la commune comptait 737 habitants, en évolution de −1,34 % par rapport à 2015 (Orne : −1,53 %, France hors Mayotte : +2,49 %).
Urou-et-Crennes a compté jusqu'à 240 habitants en 1821.
| 1793 | 1800 | 1806 | 1821 | 1836 | 1841 | 1846 | 1851 | 1856 |
| ---- | ---- | ---- | ---- | ---- | ---- | ---- | ---- | ---- |
| 412  | 407  | 397  | 240  | 413  | 405  | 410  | 408  | 400  |

| 1861 | 1866 | 1872 | 1876 | 1881 | 1886 | 1891 | 1896 | 1901 |
| ---- | ---- | ---- | ---- | ---- | ---- | ---- | ---- | ---- |
| 447  | 389  | 347  | 335  | 347  | 317  | 319  | 322  | 331  |

| 1906 | 1911 | 1921 | 1926 | 1931 | 1936 | 1946 | 1954 | 1962 |
| ---- | ---- | ---- | ---- | ---- | ---- | ---- | ---- | ---- |
| 285  | 276  | 283  | 304  | 299  | 295  | 508  | 365  | 353  |

| 1968 | 1975 | 1982 | 1990 | 1999 | 2004 | 2009 | 2014 | 2019 |
| ---- | ---- | ---- | ---- | ---- | ---- | ---- | ---- | ---- |
| 353  | 448  | 659  | 799  | 662  | 667  | 775  | 753  | 745  |

## Lieux et monuments
- Église Notre-Dame-de-la-Nativité d'Urou, du XVIe siècle. Son retable intégrant les portes de la sacristie, du XVIIe siècle, et une statue de saint Nicolas du XVe, sont classés à titre d'objets aux Monuments historiques[12],[13].
- Église Notre-Dame-des-Douleurs de Crennes, du XVIe siècle. Elle abrite une Vierge à l'Enfant, considérée du XIVe siècle, classée à titre d'objet[14].
- Hippodrome d'Argentan.

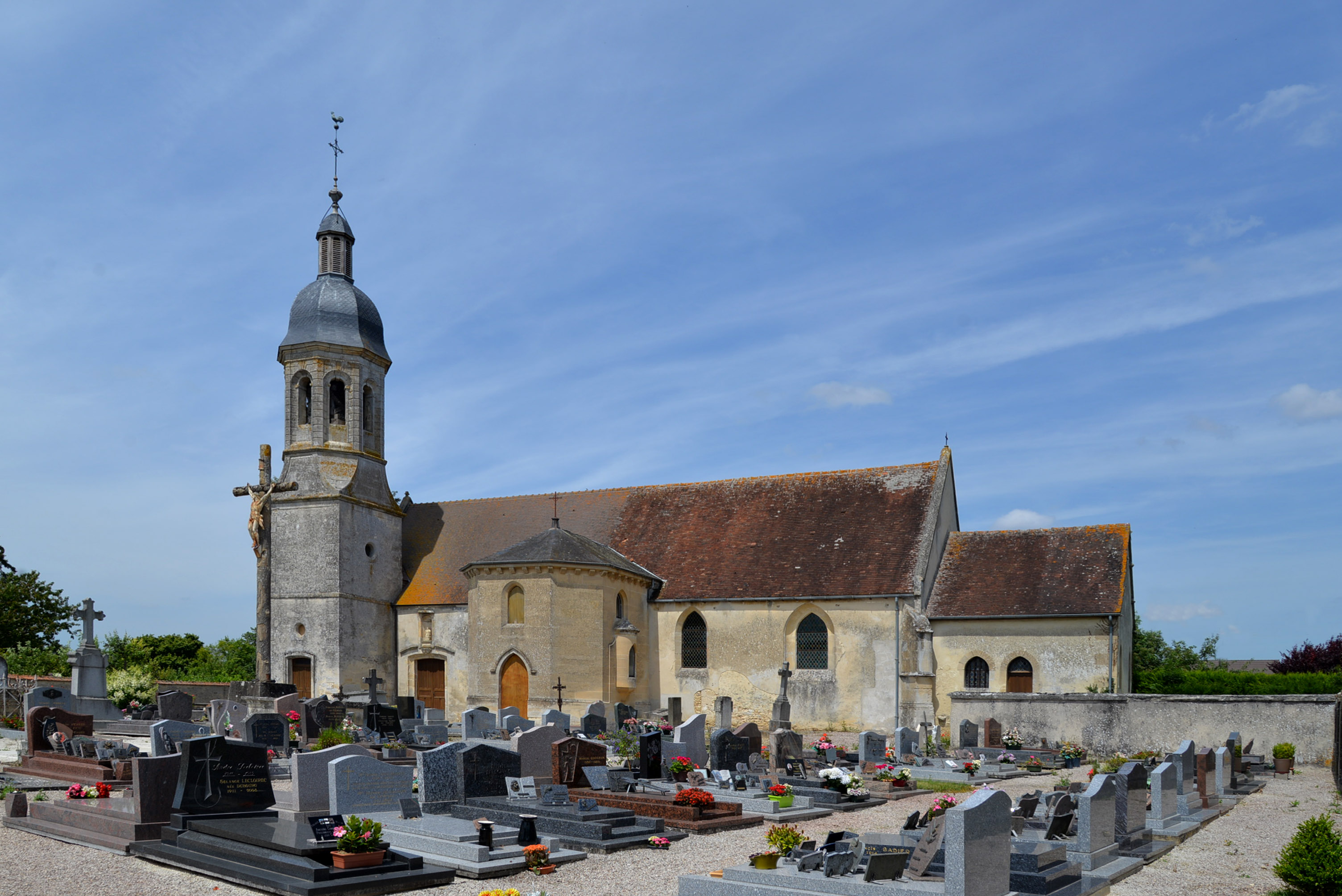
L’église Notre-Dame-de-la-Nativité (Urou).
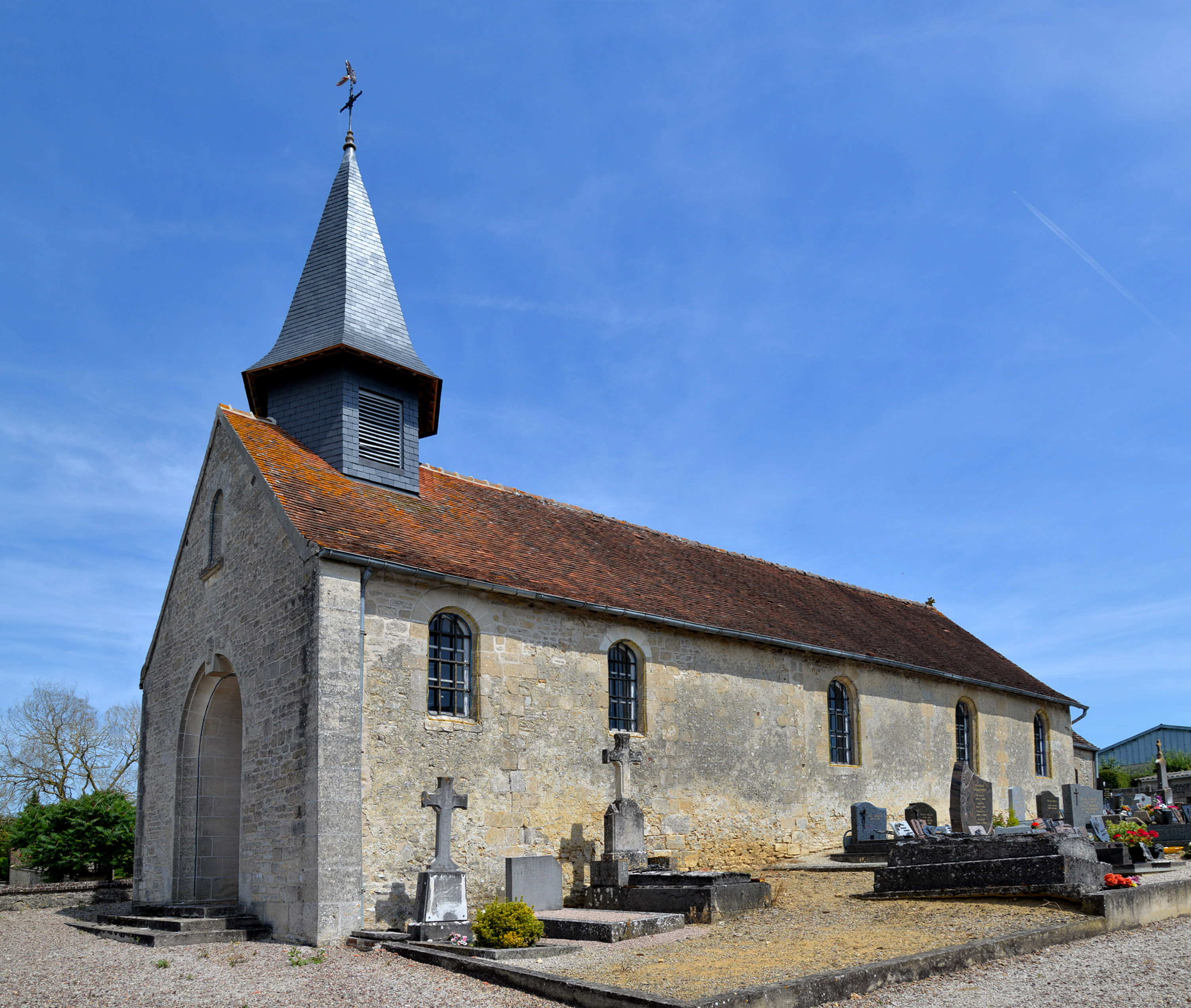
L’église Notre-Dame-des-Douleurs (Crennes).
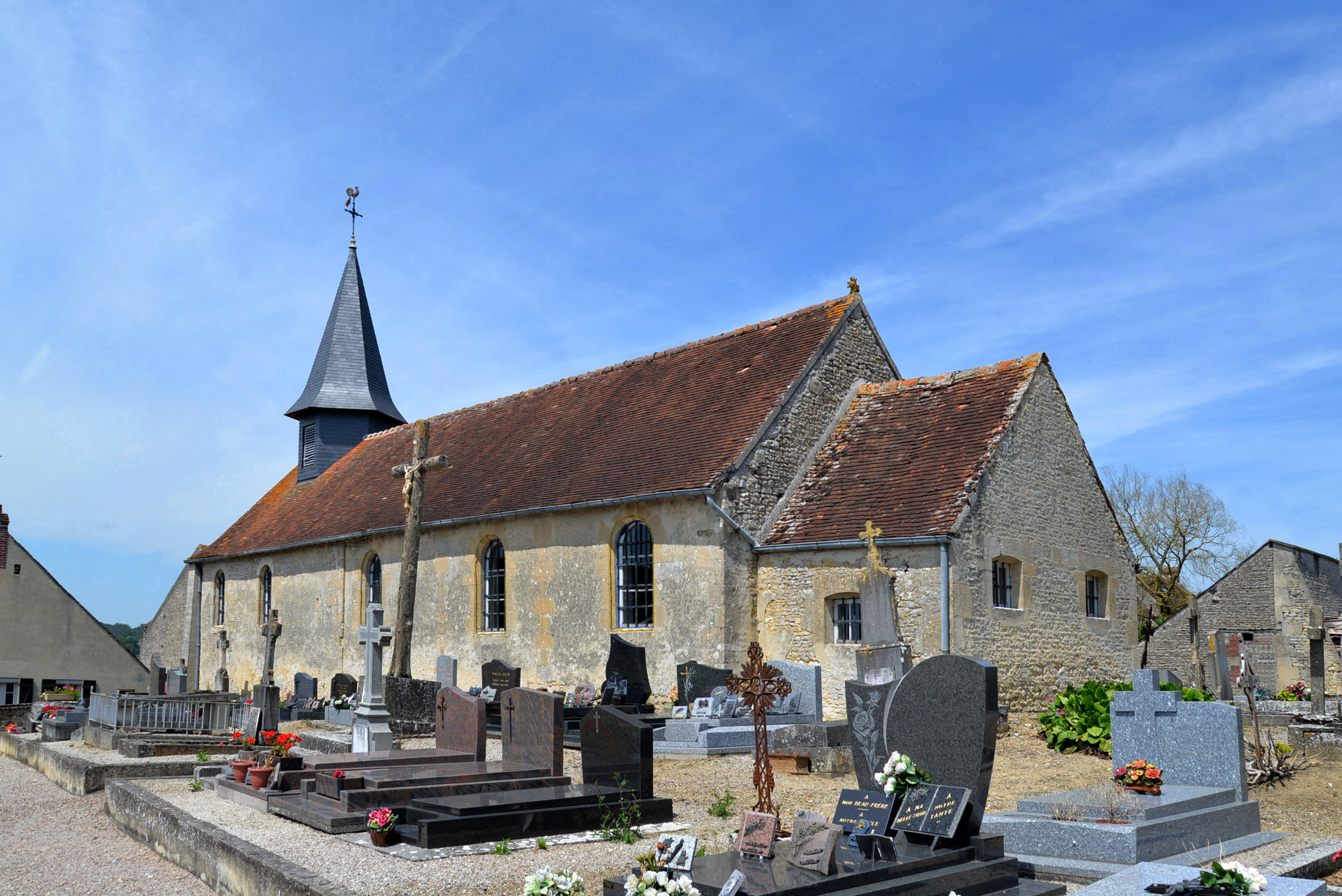
L’église Notre-Dame-des-Douleurs (Crennes).